# Resource Reservation Protocol
| Familie: | Internetprotokollfamilie                            |            |      |    |
| Einsatzgebiet: | Signalisierungsprotokoll im Internetprotokollstapel |            |      |    |
| \| Anwendungsschicht \| FTP \| SMTP \| DNS \| … \| \| Transportschicht \| RSVP \| TCP \| UDP \| … \| \| Vermittlungsschicht \| IP \| IP \| IP \| IP \| \| Netzzugangsschicht \| Ethernet \| Token Ring \| FDDI \| … \| |                                                     |            |      |    |
| Standards: | RFC 2205                                            |            |      |    |
| Anwendungsschicht | FTP                                                 | SMTP       | DNS  | …  |
| Transportschicht | RSVP                                                | TCP        | UDP  | …  |
| Vermittlungsschicht | IP                                                  | IP         | IP   | IP |
| Netzzugangsschicht | Ethernet                                            | Token Ring | FDDI | …  |

Das Resource reSerVation Protocol (RSVP) ist ein Signalisierungsprotokoll im Internet-Protocol-Stapel. Es erlaubt Empfängern außerhalb einer Multicast-Gruppe, deren Dienstanforderungen festzulegen. Damit können für bestimmte Anwendungen, etwa für die Übertragung von Videoströmen, bestimmte Übertragungsraten für einzelne Verbindungen reserviert werden. In der Version 4 des Internetprotokolls (IPv4) sind solche Garantien eigentlich nicht vorgesehen, was im Beispiel der Videoströme zu Pufferungspausen führen kann.
RSVP kann auch für die Reservierung der Dienstgüte (Quality of Service, QoS) bei Unicast-Übertragungen benutzt werden. Eine solche Reservierung wird wie folgt aufgebaut:
1. Der Sender schickt eine spezielle Nachricht zum Empfänger, die RSVP Path message (deutsch RSVP-Pfad-Nachricht). Damit wird ein möglicher Pfad vom Sender zum Empfänger ermittelt. Die dabei passierten Router protokollieren sich als RSVP Hop object in der RSVP Path message und werden so dem Empfänger mitgeteilt.
2. Entlang des protokollierten Pfades schickt der Empfänger eine weitere Nachricht, die RSVP reservation message (deutsch RSVP-Reservierungsnachricht) zurück (an den Sender der RSVP Path message). Die RSVP reservation message enthält eine sogenannte Flussspezifikation, die die Anforderungen für die Reservierung beschreibt.
3. Die Router auf dem Weg reservieren die Ressourcen entsprechend dieser Flussspezifikation oder schicken eine Fehlermeldung zurück. Kommt die RSVP reservation message beim Sender an, kann dieser sich auf die Reservierungen verlassen und gemäß der Spezifikation senden.
4. Diese Reservierung muss in festgelegten Abständen periodisch durch den Sender bestätigt werden und wird ansonsten gelöscht. Es handelt sich somit um einen Soft State.

Mögliche Level des QoS sind Rate-sensitive (erfragt bestimmte Übertragungsrate), Delay-sensitiv (maximal zulässige Verzögerung), und Best Effort.